# Stepanavan
Stepanavan (armeniska Ստեփանավան) är en stad i Loriprovinsen i Armenien.